# Alia Delia Eichinger
Alia Delia Eichinger (Freyung, 19 luglio 2001) è una sciatrice freestyle tedesca, specializzata in slopestyle e big air.

## Biografia
Originaria di Freyung e attiva in gare FIS dal dicembre 2016, Alia Delia Eichinger ha debuttato in Coppa del Mondo il 1⁰ dicembre 2017, giungendo 6ª in big air a Mönchengladbach. Il 5 marzo 2022 ha ottenuto il suo primo podio nel massimo circuito, classificandosi 3ª nello slopestyle a Bakuriani, nella gara vinta dalla canadese Megan Oldham. 
In carriera ha preso parte a un'edizione dei Giochi olimpici invernali e a una dei Campionati mondiali di freestyle.

## Palmarès

### Coppa del Mondo
- Miglior piazzamento in classifica generale: 15ª nel 2022
- Miglior piazzamento nella Coppa del Mondo di slopestyle: 9ª nel 2022
- Miglior piazzamento nella Coppa del Mondo di big air: 11ª nel 2018
- 1 podio:
  - 1 terzo posto